# Château de Ter Loo
Ne doit pas être confondu avec château de Lophem.
Le Château de Ter Loo est un château  situé en Belgique, à Lophem dans la commune de Zedelgem en Flandre-Occidentale. C'était le château de la famille de Schietere de Lophem. Il est classé comme monument flamand.

## Histoire
Le fief est déjà mentionné en 1322.

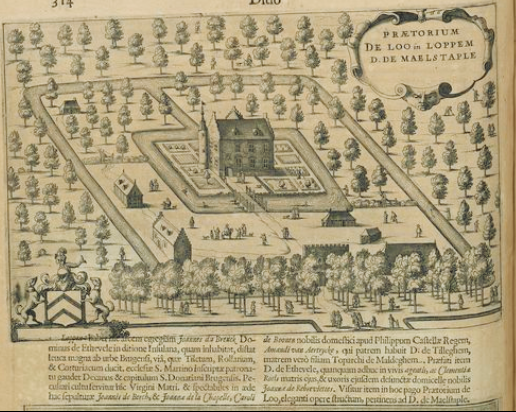
Représentation du vieux château de Ter Loo, comme il était au XVIIe siècle.

Le château de Ter Loo fut acquis par Daniel de Schietere en 1551. Ce château, situé dans le village de Lophem, fut durant près de quatre siècles le siège de la famille et de la seigneurie.  Le château se trouve sur la carte Ferraris sous le nom château MastHof.
Le château est complètement reconstruit en 1845. Les Lophem y ont vécu jusqu'en 1916, puis le vendirent en 1922.